# 田中健二 (お笑い芸人)
田中 健二（たなか けんじ、1971年7月20日 - ）は、日本のお笑いタレント、ローカルタレント。旧芸名、ケン坊田中（ケンぼうたなか）。福岡県福岡市城南区出身。吉本興業福岡支社（福岡吉本）所属。

## 来歴・人物
福岡市立梅林中学校、福岡大学附属大濠高等学校卒業。中学生時代はサッカーをしていた。
1990年に竹山隆範とコンビ「ター坊ケン坊」を結成し、オーディション番組『激辛!?お笑いめんたい子』で優勝。博多華丸・大吉、コンバット満らとともに福岡吉本1期生となるも、竹山が福岡吉本を辞めて上京したことによりコンビは解散。しばらくピン芸人として活動した後、1992年に松田キビキビとコンビ「ケン坊田中・松田キビキビ」を結成したが、2001年にコンビを解散し、以降は『ももち浜ストア』などのレポーターを中心に再びピン芸人として活動中。
温泉好きで、2008年には「温泉ソムリエ」の資格を取得した。
アビスパ福岡のファンで、2015年に「西スポ押しかけアビスパ福岡応援団長」に任命され、2016年に「西スポ特命アビスパ福岡応援団長」に昇格。
2022年7月20日、同日に放送された『ももち浜ストア』（テレビ西日本）出演時に、芸名を同日付けで本名の田中健二へ改名することを発表。

## 出演

### 情報番組
- ももち浜ストア（テレビ西日本） - 水曜日レギュラー [6]
- 情報レシピ ニジ☆ゴジ（テレビ西日本）
- めんたいワイド（福岡放送）- 月曜日リポーター[7]
- にーっ!!（テレビ西日本）[8]

### バラエティ番組
- とことんサンデー（テレビ西日本）
- Hi-Ho!（テレビ西日本）
- ぷるんぷるん（テレビ西日本）
- ピィース!（テレビ西日本）
- 空とぶヒヨコ（テレビ西日本）
- パチンコプレイガイドTV（TVQ九州放送）
- 女子アナあわー アナ♥てな（テレビ西日本）
「アカオニちゃん」の声の主だが、「Vo：Ken bow」名義。
- 地元検証バラエティ 福岡くん。（福岡放送） - 不定期出演
- 競馬BEAT（テレビ西日本）- 不定期出演

### ドキュメンタリー番組
- ぐるぐるアース（テレビ西日本）

### ラジオ番組
- HKT48のももち浜女学院（RKBラジオ）

### テレビドラマ
- めんたいぴりり（2013年、テレビ西日本） - 丸山さん 役
- 孤独のグルメ Season4 特別編 （2014年8月9日、テレビ東京）- サラリーマン1 役[9]
- 連続テレビ小説 おむすび（2024年後期、NHK） - 大規模フェスティバルの司会者 役[10]

### CM
- 吉本フードサービス「たこばやし」
  - アサヒビール「アサヒ生ビール〈マルエフ〉」

### 映画
- プレーンズ（2013年12月21日日本公開、ウォルト・ディズニー・ピクチャーズ配給） - ジグソー2 役[11]

## 作品

### CD
- 日曜日の奇跡（1995年7月21日、ポニーキャニオン）